# Cabinet fantôme Corbyn
Royaume-Uni
Harman II Starmer
Le cabinet fantôme Corbyn (en anglais : Shadow Cabinet of Jeremy Corbyn) est le cabinet fantôme britannique nommé par le chef de l'opposition Jeremy Corbyn. Il est constitué par des députés du Parti travailliste. Il fait face au gouvernement conservateur de David Cameron puis, à partir de juillet 2016, à celui de Theresa May et depuis juillet 2019 à celui de Boris Johnson.

## Historique

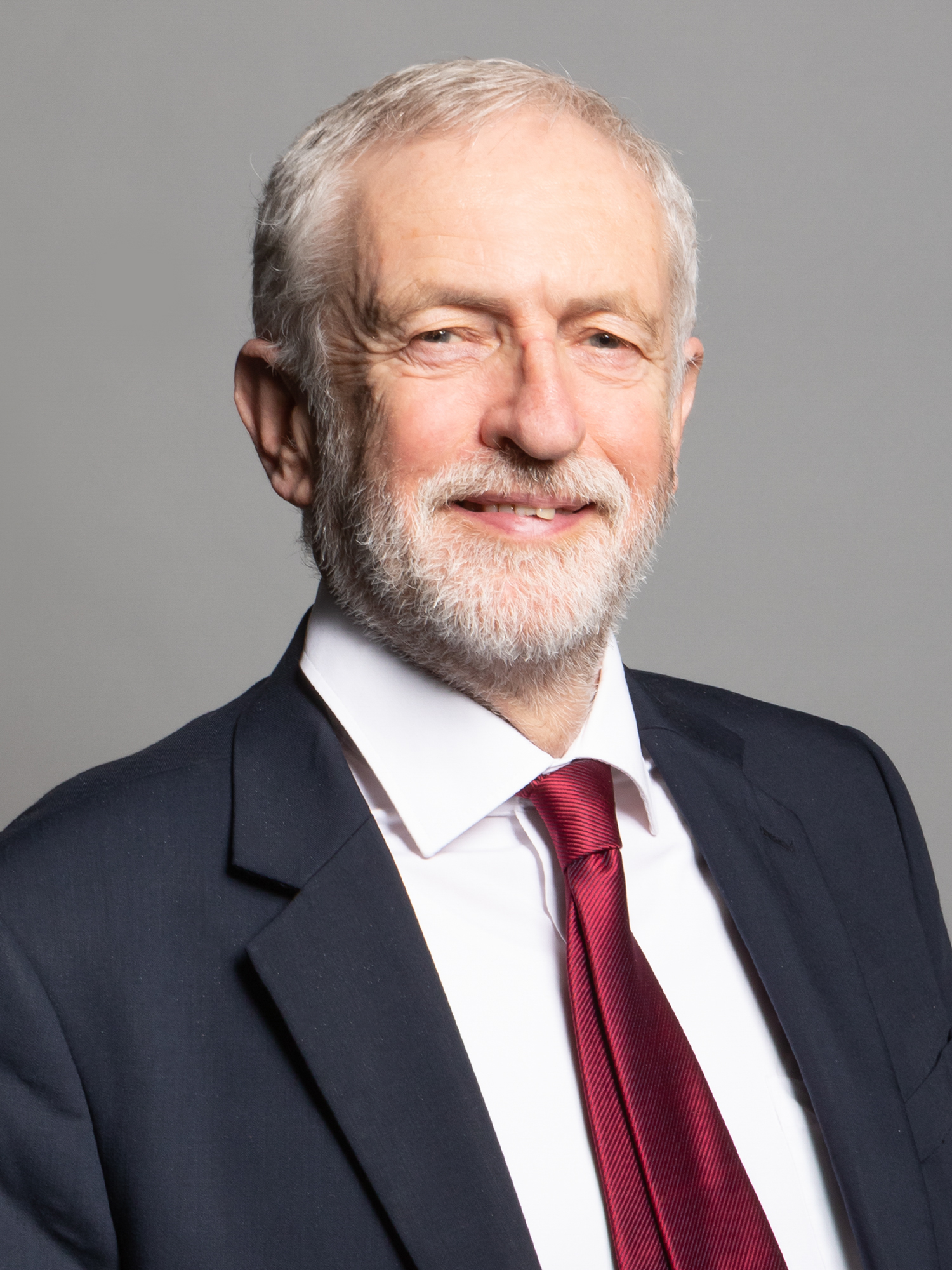
Portrait de Jeremy Corbin en 2020

À la suite des élections générales de mai 2015 qui voient le Parti conservateur remporter une majorité absolue des sièges à la Chambre des communes, Ed Miliband démissionne de la direction du Parti travailliste.
Élu le 12 septembre 2015, Jeremy Corbyn lui succède en tant que chef du Parti travailliste et chef de l'opposition alors que Tom Watson devient chef adjoint.
Issu de l'aile gauche du parti, Corbyn est contesté par une partie des députés plus centristes mais s'efforce de constituer un premier cabinet fantôme en s'appuyant sur des députés de différents courants,. La moitié des ministres fantômes sont des femmes.
Toutefois, une rébellion est organisée parmi les députés travaillistes à partir du 24 juin 2016, au lendemain du référendum sur l'appartenance du Royaume-Uni à l'Union européenne remporté par l'option de la sortie alors que le Parti travailliste préconisait le maintien. Hilary Benn, le secrétaire d'État fantôme aux Affaires étrangères, est renvoyé du cabinet fantôme par Corbyn pour avoir participé aux préparatifs de la rébellion. Alors que de nombreux députés sont insatisfaits de la campagne référendaire menée par Corbyn et craignent de perdre leur siège si des élections anticipées sont convoquées, la rébellion prend de l'ampleur : en plusieurs jours, la majorité des membres du cabinet fantôme démissionne et une motion de défiance est adopté par le parti parlementaire.
Le 11 juillet 2016, Angela Eagle lance une campagne afin de remplacer Jeremy Corbyn en annonçant avoir le nombre nécessaire de soutiens parmi les députés pour déclencher une nouvelle élection à la direction du parti. Elle se retire finalement en faveur d'Owen Smith. L'élection a lieu sur plusieurs semaines, et débouche le 24 septembre sur une large réélection de Jeremy Corbyn à la tête du parti, avec 61,8 % des voix.

## Composition initiale
Les membres nommés au cabinet fantôme les 13 et 14 septembre sont, les suivants.
| Fonction | Titulaire | Titulaire | Titulaire           | Remarques,. |
| --- | --------- | --------- | ------------------- | --- |
| Chef de l'Opposition Leader of the Opposition |           |           | Jeremy Corbyn       | |
| Chef adjoint du Parti travailliste Deputy Leader of the Labour Party                                                                             |           |           | Tom Watson          | Ancien syndicaliste. Whip et ministre de la Défense sous Tony Blair, avant de démissionner en 2006, étant devenu critique à l'égard de Blair. Connu pour avoir aidé à mettre au jour le scandale du piratage téléphonique par News International, ainsi que des affaires de pédophilie passées sous silence pendant des décennies. |
| Première Secrétaire d'État fantôme Shadow First Secretary of State Secrétaire d'État fantôme au Commerce Shadow Business Secretary               |           |           | Angela Eagle        | Ministre déléguée aux retraites et aux personnes âgées sous Gordon Brown (2007-2010). |
| Chancelier de l'Échiquier fantôme Shadow Chancellor of the Exchequer                                                                             |           |           | John McDonnell      | Membre de l'aile gauche du parti, favorable au programme économique de Corbyn. |
| Secrétaire en chef fantôme du Trésor Shadow Chief Secretary to the Treasury                                                                      |           |           | Seema Malhotra      | A soutenu Yvette Cooper lors de l'élection du chef du parti. |
| Ministre fantôme de l'Intérieur Shadow Home Secretary                                                                                            |           |           | Andy Burnham        | Candidat malheureux à la direction du parti, sur une ligne de centre-gauche. Secrétaire en chef du Trésor, ministre de la Santé et ministre de la Culture sous Gordon Brown (2007-2010). |
| Ministre fantôme des Affaires étrangères Shadow Foreign Secretary                                                                                |           |           | Hilary Benn         | Ministre du Développement international sous Tony Blair, puis de l'Environnement sous Gordon Brown. Soutien au New Labour de Tony Blair, à l'inverse de son père Tony Benn qui était une figure remarquée de l'aile gauche du parti.                                                                                               |
| Ministre fantôme de la Justice Shadow Justice Secretary                                                                                          |           |           | Lord Falconer       | Proche de Tony Blair ; Lord Chancelier et ministre des Affaires constitutionnelles sous Tony Blair. |
| Ministre fantôme de la Santé Shadow Health Secretary                                                                                             |           |           | Heidi Alexander     | A soutenu Andy Burnham lors de l'élection du chef du parti. |
| Ministre fantôme de l'Éducation Shadow Education Secretary                                                                                       |           |           | Lucy Powell         | A soutenu Andy Burnham lors de l'élection du chef du parti. Députée depuis seulement 2012. |
| Ministre fantôme du Travail et des retraites Shadow Secretary of State for Work and Pensions                                                     |           |           | Owen Smith          | A soutenu Andy Burnham lors de l'élection du chef du parti. Ancien journaliste à la BBC. |
| Ministre fantôme de la Défense Shadow Secretary of State for Defence                                                                             |           |           | Maria Eagle         | A soutenu Yvette Cooper lors de l'élection du chef du parti. Sous-secrétaire d'État aux personnes handicapées, puis aux enfants et aux familles, sous Tony Blair. Favorable, comme Corbyn, au non-renouvellement de l'arsenal nucléaire britannique.                                                                               |
| Ministre fantôme de l'Environnement, de l'Alimentation et des Affaires rurales Shadow Secretary of State for Environment, Food and Rural Affairs |           |           | Kerry McCarthy      | |
| Ministre fantôme de l'Énergie et du Changement climatique Shadow Secretary of State for Energy and Climate Change                                |           |           | Lisa Nandy          | A soutenu Andy Burnham lors de l'élection du chef du parti. |
| Ministre fantôme des Transports Shadow Secretary of State for Transport                                                                          |           |           | Lilian Greenwood    | Ancienne syndicaliste. A soutenu Andy Burnham lors de l'élection du chef du parti. |
| Ministre fantôme de la Culture, des Médias et des Sports Shadow Secretary of State for Culture, Media and Sport                                  |           |           | Michael Dugher      | A soutenu Andy Burnham lors de l'élection du chef du parti. |
| Ministre fantôme pour l'Écosse Shadow Secretary of State for Scotland                                                                            |           |           | Ian Murray          | A soutenu Yvette Cooper lors de l'élection du chef du parti. Seul député travailliste représentant une circonscription écossaise à la Chambre des communes après la déroute des élections de mai 2015. |
| Ministre fantôme pour le pays de Galles Shadow Secretary of State for Wales                                                                      |           |           | Nia Griffith        | A soutenu Andy Burnham lors de l'élection du chef du parti. |
| Ministre fantôme pour l'Irlande du Nord Shadow Secretary of State for Northern Ireland                                                           |           |           | Vernon Coaker       | Ministre délégué aux écoles sous Gordon Brown ; coordinateur de la campagne électorale d'Yvette Cooper, rivale malheureuse de Corbyn pour la direction du parti sur un programme de centre-gauche. |
| Ministre fantôme aux Communautés et au Gouvernement local Shadow Communities Secretary                                                           |           |           | Jon Trickett        | |
| Ministre fantôme du Développement international Shadow Secretary for International Development                                                   |           |           | Diane Abbott        | Membre de l'aile gauche du parti ; candidate malheureuse à la direction du parti en 2010. |
| Leader fantôme de la Chambre des Communes Shadow Leader of the House of Commons                                                                  |           |           | Chris Bryant        | A soutenu Yvette Cooper lors de l'élection du chef du parti. A refusé le poste de ministre fantôme de la Défense, étant en désaccord avec l'hostilité de Corbyn envers l'Otan. Sous-secrétaire d'État aux Affaires étrangères sous Gordon Brown.                                                                                   |
| Ministre déléguée fantôme aux Femmes et aux Égalités Shadow Minister for Women and Equalities                                                    |           |           | Kate Green          | A soutenu Yvette Cooper lors de l'élection du chef du parti. |
| Ministre déléguée fantôme aux Jeunes Shadow Minister for Young People                                                                            |           |           | Gloria De Piero     | A soutenu Liz Kendall (candidate blairiste) lors de l'élection du chef du parti. |
| Ministre déléguée fantôme à la Santé mentale Shadow Minister for Mental Health                                                                   |           |           | Luciana Berger      | A soutenu Andy Burnham lors de l'élection du chef du parti. |
| Ministre délégué fantôme au Logement et à la Planification Shadow Minister for Housing and Planning                                              |           |           | John Healey         | Ministre délégué au logement et à la planification sous Gordon Brown. A soutenu Yvette Cooper lors de l'élection du chef du parti. |
| Chief whip de l'opposition à la Chambre des communes                                                                                             |           |           | Rosie Winterton     | Ancienne ministre des Transports, puis du Travail et des retraites, sous Gordon Brown. |
| Leader fantôme de la Chambre des lords Shadow Leader of the House of Lords                                                                       |           |           | Baronne Smith       | |
| Chief whip de l'opposition à la Chambre des lords                                                                                                |           |           | Lord Bassam         | |
| Procureure générale fantôme Shadow Attorney General                                                                                              |           |           | Catherine McKinnell | A soutenu Yvette Cooper lors de l'élection du chef du parti. |
| Ministre fantôme sans portefeuille Shadow Minister without portfolio                                                                             |           |           | Jonathan Ashworth   | A soutenu Yvette Cooper lors de l'élection du chef du parti. |

## Changements ultérieurs

### Remaniements ponctuels
Le 5 janvier 2016, Jeremy Corbyn limoge Michael Dugher, secrétaire d'État fantôme à la Culture, pour l'avoir critiqué en public. Maria Eagle, jusque-là ministre fantôme de la Défense, le remplace à la Culture, et est elle-même remplacée par Emily Thornberry. Cette dernière, à l'inverse de Maria Eagle, soutient la position de Corbyn, en opposition au maintien de l'arsenal nucléaire britannique. Pat McFadden, ministre fantôme aux questions européennes, est limogé pour « incompétence et manque de loyauté » ; Pat Glass lui succède. Emma Lewell-Buck est nommé ministre fantôme à la Dévolution et au Gouvernement local. Le cabinet fantôme compte dès lors dix-sept femmes et quatorze hommes.

### Crise de juin et juillet 2016
Le 23 juin 2016, les Britanniques votent par référendum pour quitter l'Union européenne. Le 25 juin, Hilary Benn, ministre fantôme des Affaires étrangères, accuse Jeremy Corbyn de ne s'être pas suffisamment investi dans la campagne pour le maintien du Royaume-Uni dans l'UE. Il lui annonce qu'il n'a plus confiance en sa direction du parti, contraignant ainsi Corbyn à le renvoyer. Le lendemain, la ministre fantôme de la Santé, Heidi Alexander, démissionne du cabinet fantôme et appelle le parti à changer de dirigeant. Dans le courant de la journée, Lucy Powell (Éducation), Vernon Coaker (Affaires nord-irlandaises), Ian Murray (Affaires écossaises), Kerry McCarthy (Environnement), Seema Malhotra (Trésor public), Lilian Greenwood (Transports) et Gloria De Piero (Jeunesse) démissionnent également, tandis que John McDonnell (Chancelier), Andy Burnham (Intérieur), Diane Abbott (Développement international) et Emily Thornberry (Défense) réaffirment leur confiance en Jeremy Corbyn. Angela Eagle, Première secrétaire d'État fantôme, annonce également vouloir contraindre le parti à de nouvelles élections internes moins d'un an avant les précédentes. Elle pose sa candidature contre Corbyn et quitte donc le cabinet également.
Le 27 juin, à la suite de ces démissions, Jeremy Corbyn nomme le cabinet fantôme suivant, ajusté au fil de nouveaux départs durant la journée,, puis complété début juillet pour les postes restés vacants :
| Fonction | Titulaire | Titulaire | Titulaire           | Remarques |
| --- | --------- | --------- | ------------------- | --- |
| Chef de l'Opposition Leader of the Opposition |           |           | Jeremy Corbyn       | |
| Chef adjoint du Parti travailliste Deputy Leader of the Labour Party                                                                                         |           |           | Tom Watson          | Ancien syndicaliste. Whip et ministre de la Défense sous Tony Blair, avant de démissionner en 2006, étant devenu critique à l'égard de Blair. Connu pour avoir aidé à mettre au jour le scandale du piratage téléphonique par News International, ainsi que des affaires de pédophilie passées sous silence pendant des décennies. |
| Chancelier de l'Échiquier fantôme Shadow Chancellor of the Exchequer                                                                                         |           |           | John McDonnell      | Membre de l'aile gauche du parti, favorable au programme économique de Corbyn. |
| Secrétaire en chef fantôme du Trésor Shadow Chief Secretary to the Treasury                                                                                  |           |           | Rebecca Long-Bailey | |
| Ministre fantôme de l'Intérieur Shadow Home Secretary |           |           | Andy Burnham        | Candidat malheureux à la direction du parti, sur une ligne de centre-gauche. Secrétaire en chef du Trésor, ministre de la Santé et ministre de la Culture sous Gordon Brown (2007-2010). |
| Ministre fantôme des Affaires étrangères Shadow Foreign Secretary                                                                                            |           |           | Emily Thornberry    | Ancienne avocate (barrister) spécialisée dans les droits de l'homme. |
| Ministre fantôme de la Justice Shadow Justice Secretary |           |           | Richard Burgon      | Élu député pour la première fois en 2015. |
| Ministre fantôme de la Santé Shadow Health Secretary |           |           | Diane Abbott        | Membre de l'aile gauche du parti ; candidate malheureuse à la direction du parti en 2010. |
| Ministre fantôme de l'Éducation Shadow Education Secretary Ministre déléguée fantôme aux Femmes et aux Égalités Shadow Minister for Women and Equalities     |           |           | Angela Rayner       | |
| Ministre fantôme du Travail et des retraites Shadow Secretary of State for Work and Pensions                                                                 |           |           | Debbie Abrahams     | |
| Ministre fantôme de la Défense Shadow Secretary of State for Defence                                                                                         |           |           | Clive Lewis         | Élu député pour la première fois en 2015. Favorable, comme Corbyn, au non-renouvellement de l'arsenal nucléaire britannique. |
| Ministre fantôme de l'Environnement, de l'Alimentation et des Affaires rurales Shadow Secretary of State for Environment, Food and Rural Affairs             |           |           | Rachael Maskell     | Élue députée pour la première fois en 2015. |
| Ministre fantôme de l'Énergie et du Changement climatique Shadow Secretary of State for Energy and Climate Change                                            |           |           | Barry Gardiner      | |
| Secrétaire d'État fantôme au Commerce Shadow Business Secretary                                                                                              |           |           | Jon Trickett        | |
| Ministre fantôme des Transports Shadow Secretary of State for Transport                                                                                      |           |           | Andy McDonald       | |
| Ministre fantôme de la Culture, des Médias et des Sports Shadow Secretary of State for Culture, Media and Sport                                              |           |           | Kelvin Hopkins      | |
| Ministre fantôme pour l'Écosse Shadow Secretary of State for Scotland Ministre fantôme pour l'Irlande du Nord Shadow Secretary of State for Northern Ireland |           |           | Dave Anderson       | Ancien mineur et syndicaliste. Membre du comité parlementaire aux affaires nord-irlandaises depuis 2005. |
| Ministre fantôme pour le pays de Galles Shadow Secretary of State for Wales Leader fantôme de la Chambre des Communes Shadow Leader of the House of Commons  |           |           | Paul Flynn          | |
| Ministre fantôme aux Communautés et au Gouvernement local Shadow Communities Secretary                                                                       |           |           | Grahame Morris      | |
| Ministre fantôme du Développement international Shadow Secretary for International Development                                                               |           |           | Kate Osamor         | Élue députée pour la première fois en 2015. |
| Ministre déléguée fantôme aux Jeunes Shadow Minister for Young People                                                                                        |           |           | Cat Smith           | Élue députée pour la première fois en 2015. |
| Chief whip de l'opposition à la Chambre des communes |           |           | Rosie Winterton     | Ancienne ministre des Transports, puis du Travail et des retraites, sous Gordon Brown. |
| Leader fantôme de la Chambre des lords Shadow Leader of the House of Lords                                                                                   |           |           | Baronne Smith       | |
| Chief whip de l'opposition à la Chambre des lords |           |           | Lord Bassam         | |
| Procureur général fantôme Shadow Attorney General |           |           | vacant              | |
| Ministre fantôme sans portefeuille Shadow Minister without portfolio                                                                                         |           |           | Jonathan Ashworth   | A soutenu Yvette Cooper lors de l'élection du chef du parti. |

### Nouveau Cabinet en octobre 2016
Défié par une majorité des députés travaillistes, Jeremy Corbyn est largement réélu chef par les membres du parti lors d'un scrutin qui se termine le 21 septembre 2016. Il constitue son nouveau Cabinet fantôme le 7 octobre. L'un des principaux changements est la démission d'Andy Burnham du poste de ministre fantôme de l'Intérieur : fidèle à Jeremy Corbyn malgré leurs divergences, il quitte le Parlement pour briguer la mairie de Manchester. Diane Abbott, figure de l'aile gauche du parti, lui succède,.
| Fonction | Titulaire | Titulaire | Titulaire           | Remarques |
| --- | --------- | --------- | ------------------- | --- |
| Chef de l'Opposition Leader of the Opposition |           |           | Jeremy Corbyn       | |
| Chef adjoint du Parti travailliste Deputy Leader of the Labour Party Ministre fantôme de la Culture, des Médias et des Sports                                |           |           | Tom Watson          | Ancien syndicaliste. Whip et ministre de la Défense sous Tony Blair, avant de démissionner en 2006, étant devenu critique à l'égard de Blair. Connu pour avoir aidé à mettre au jour le scandale du piratage téléphonique par News International, ainsi que des affaires de pédophilie passées sous silence pendant des décennies. |
| Chancelier de l'Échiquier fantôme Shadow Chancellor of the Exchequer                                                                                         |           |           | John McDonnell      | Membre de l'aile gauche du parti, favorable au programme économique de Corbyn. |
| Secrétaire en chef fantôme du Trésor Shadow Chief Secretary to the Treasury                                                                                  |           |           | Rebecca Long-Bailey | |
| Ministre fantôme de l'Intérieur Shadow Home Secretary |           |           | Diane Abbott        | Membre de l'aile gauche du parti ; candidate malheureuse à la direction du parti en 2010. |
| Ministre fantôme des Affaires étrangères Shadow Foreign Secretary                                                                                            |           |           | Emily Thornberry    | Ancienne avocate (barrister) spécialisée dans les droits de l'homme. |
| Ministre fantôme de la Justice Shadow Justice Secretary |           |           | Richard Burgon      | Élu député pour la première fois en 2015. |
| Ministre fantôme de la Santé Shadow Health Secretary |           |           | Jonathan Ashworth   | A soutenu Yvette Cooper lors de l'élection du chef du parti. |
| Ministre fantôme de l'Éducation Shadow Education Secretary                                                                                                   |           |           | Angela Rayner       | |
| Ministre fantôme du Travail et des retraites Shadow Secretary of State for Work and Pensions                                                                 |           |           | Debbie Abrahams     | |
| Ministre fantôme de la Défense Shadow Secretary of State for Defence                                                                                         |           |           | Nia Griffith        | A soutenu Andy Burnham lors de l'élection du chef du parti. |
| Ministre fantôme de l'Environnement, de l'Alimentation et des Affaires rurales Shadow Secretary of State for Environment, Food and Rural Affairs             |           |           | Rachael Maskell     | Élue députée pour la première fois en 2015. |
| Secrétaire d'État fantôme au Commerce Shadow Business Secretary                                                                                              |           |           | Clive Lewis         | Élu député pour la première fois en 2015. Favorable, comme Corbyn, au non-renouvellement de l'arsenal nucléaire britannique. |
| Secrétaire d'État fantôme au Brexit Shadow Brexit Secretary                                                                                                  |           |           | Keir Starmer        | Élu député pour la première fois en 2015. |
| Ministre fantôme du Logement Shadow Secretary of State for Housing                                                                                           |           |           | John Healey         | A soutenu Owen Smith contre Jeremy Corbyn pour la direction du parti en septembre 2016. |
| Ministre fantôme des Transports Shadow Secretary of State for Transport                                                                                      |           |           | Andy McDonald       | |
| Ministre fantôme du Commerce international Shadow International Trade Secretary                                                                              |           |           | Barry Gardiner      | |
| Ministre fantôme pour l'Écosse Shadow Secretary of State for Scotland Ministre fantôme pour l'Irlande du Nord Shadow Secretary of State for Northern Ireland |           |           | Dave Anderson       | Ancien mineur et syndicaliste. Membre du comité parlementaire aux affaires nord-irlandaises depuis 2005. |
| Ministre fantôme pour le pays de Galles Shadow Secretary of State for Wales                                                                                  |           |           | Jo Stevens          | Élue députée pour la première fois en 2015. |
| Leader fantôme de la Chambre des Communes Shadow Leader of the House of Commons                                                                              |           |           | Valerie Vaz         | |
| Ministre fantôme aux Communautés et au Gouvernement local Shadow Communities Secretary                                                                       |           |           | Teresa Pearce       | |
| Ministre fantôme du Développement international Shadow Secretary for International Development                                                               |           |           | Kate Osamor         | Élue députée pour la première fois en 2015. |
| Ministre déléguée fantôme aux Femmes et aux Égalités Shadow Minister for Women and Equalities                                                                |           |           | Sarah Champion      | |
| Ministre déléguée fantôme aux à la Jeunesse Shadow Minister for Youth Affairs                                                                                |           |           | Cat Smith           | Élue députée pour la première fois en 2015. |
| Chief whip de l'opposition à la Chambre des communes |           |           | Nick Brown          | Ancien chief whip du gouvernement travailliste de 2008 à 2010, sous Gordon Brown. |
| Leader fantôme de la Chambre des lords Shadow Leader of the House of Lords                                                                                   |           |           | Baronne Smith       | Opposante à Jeremy Corbyn ; élue à ce poste par ses pairs à la Chambre des Lords. |
| Chief whip de l'opposition à la Chambre des lords |           |           | Lord Bassam         | Opposant à Jeremy Corbyn ; élu à ce poste par ses pairs à la Chambre des Lords. Ne participe plus aux réunions du Cabinet fantôme. |
| Procureur général fantôme Shadow Attorney General |           |           | Baronne Chakrabati  | Ancienne directrice du Conseil national des libertés publiques. |

### Démissions début 2017
Fin janvier, Jeremy Corbyn ordonne aux députés travaillistes d'approuver le projet de loi permettant au gouvernement d'enclencher le processus de sortie du Royaume-Uni de l'Union européenne. Corbyn explique que, bien qu'étant personnellement opposé au « Brexit », il estime que le parti doit accepter la volonté populaire telle qu'exprimée par le référendum de juin 2016. Jo Stevens, ministre fantôme pour le pays de Galles, démissionne alors du cabinet fantôme le 27 janvier. Elle est suivie le 1er février par Rachael Maskell, ministre fantôme de l'Environnement, puis le 8 février par Clive Lewis, ministre fantôme du Commerce.
Les trois ministres fantômes démissionnaires sont remplacés respectivement par Christina Rees, Sue Hayman et Rebecca Long-Bailey. Cette dernière quitte ainsi son poste de Secrétaire en chef du Trésor du cabinet fantôme, où elle est remplacée par Peter Dowd
.

### Léger remaniement en juin 2017
Sous la direction de Jeremy Corbyn, le Parti travailliste obtient un bien meilleur résultat que prévu lors des élections législatives anticipées le 8 juin 2017, remportant trente sièges de plus qu'en 2015 et ne terminant que deux points derrière les conservateurs, avec 40 % des voix contre 42 %. Jeremy Corbyn ajuste son Cabinet fantôme le 14 juin. Dave Anderson, Ministre fantôme pour l'Écosse et pour l'Irlande du Nord, n'ayant pas souhaité être candidat pour conserver son siège de député aux élections législatives, ses deux portefeuilles sont attribués respectivement à Lesley Laird et à Owen Smith. Et Teresa Pearce ayant démissionné, son poste de Ministre fantôme aux Communautés et au Gouvernement local est attribué à Andrew Gwynne, le coordinateur de la campagne électorale travailliste lors des législatives.